# ジーノ
ジーノ（ZENO）は、ドイツ出身のハードロック・バンド。
同国のギタリスト ウリ・ジョン・ロート（元スコーピオンズ）の弟としても知られる、ジーノ・ロートが主宰するプロジェクト。バンド体制の解消後は自身のソロ名義として存続していたが、2018年 本人の死去により終えている。

## 概要
バンドはジーノ・ロート(G)とウレ・リトゲン(B)の二頭体制でスタートし、メロディアス・ハードロックをスタイルとしていた。バンド体制の解消後、ジーノ・ロート以外のメンバーは新たに「フェア・ウォーニング」を結成し、ZENOのスタイルを受け継いだ。
そのフェア・ウォーニングが、日本で人気を博した事により過去が掘り下げられ、ZENOの再評価に繋がった。以来ソロ・プロジェクトとして再始動したZENOは、母国や欧米よりも日本で人気を博し、特にセルフタイトルの1stアルバム『ZENO』は高い評価を得ている。

## 略歴

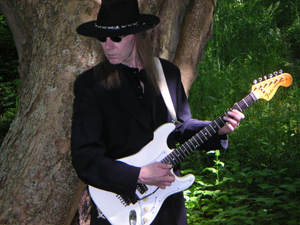
創設者ジーノ・ロート(G)

- 1974年：ウレ・リトゲン(Ule Ritgen)、アヒム・キルシュニング(Achim Kirschning <key>)、フランク・トレ(Frank Tolle <ds>) をメンバーに、最初のバンド「ブラック・エンジェル（BLACK ANGEL）」を結成。
- 1984年2月：ジーノ・ロートはウレ・リトゲン(Ule Ritgen) と共にハードロック・バンド「ジーノ（ZENO）」を結成。デモの制作をはじめる。マイケル・フレクシグ(Michael Flexig) がヴォーカリストとして参加。デモとして収録されたのは、Eastern Sun,A Little More Love,Signs On The Sky,Don't Tell The Wind,Far Away,Love Will Liveの6曲。（その完成度の高さから、後に幻のデモと呼ばれる。）多くの大手レーベルがこのデモに興味を示す。
- 1984年6月：EMI UKとレコード契約を結ぶ。ヨーロッパにおける新人バンドのディールとしては、その契約金の高さで、破格の契約のひとつとなる。
- 1985年1月：アルバムのレコーディングが、英国のアビー・ロード・スタジオ(Abbey Road Studios)を含む、世界各国の多くのスタジオを使って開始される。チャック・バーギ(Chuck Burgi <ds>)、スチュワート・エリオット(Stuart Elliot<ds>)、カール・マーシュ(Carl Marsh <key>)、ドン・エイリー(Don Airey <key>)、クリス・トンプソン(Chris Thompson) らがレコーディングに参加。
- 1985年8月：1stアルバムが完成。
- 1986年3月：ファースト・シングル「A Little More Love」がリリースされた後、セルフタイトルのデビューアルバム『ZENO』が、ヨーロッパ、アメリカ、続いて日本でも発売される。
- 1986年5月～：ブラック・サバス(BLACK SABBATH) のサポートアクトとしてヨーロッパをツアー。ロッド・モーゲンスタイン (Rod Morgenstein <ds>) とラリー・ドヴォースキン (Larry Dvoskin <key>) がサポート。
- 1986年6月～7月：クロークス(KROKUS) 、 キール(KEEL)とともにアメリカツアーを行う。また、英のフェスティバルでクイーン(QUEEN) とも共演。
- 1986年9月：セカンド・アルバムのためのレコーディング開始。（Heat of Emotion,Out in the Night,Is It Loveも、このときにレコーディングされている。）
- 1988年8月：マイケル・フレクシグ(Michael Flexig)がバンドを脱退し、新しいヴォーカルとしてトミー・ハート(Tommy Heart) が加入。さらにSurviving the Night,Togetherなどがレコーディングされる。ゲフィン(Geffen Records) が興味を示すが、ディールには至らなかった。
- 1989年：事実上のバンド解散。この後ウレ・リトゲンは、後期ジーノ・メンバーを中心に自らのバンド「フェア・ウォーニング」を結成[1]。以後「ジーノ」の名は、ジーノ・ロートのソロ名義として使用されていく。
- 1993年4月：フェア・ウォーニング(FAIR WARNING)日本公演。 日本で“Eastern Sun”などが演奏される。
- 1993年10月：1stアルバム『ZENO』がCD化され、日本で東芝EMIより再発される。
- 1993年11月：1987年から1994年までにレコーディングされた曲を収録した、プロジェクト・アルバムのリリースを決める。ゼロ・コーポレーション（当時）と契約を結ぶ。
- 1995年3月8日：アルバム『Zenology』リリース。
- 1996年～：3作目のレコーディングを開始。
- 1998年1月28日：日本で『Listen To The Light』がゼロ・コーポレーション（当時）よりリリースされる。
- 2003年10月：過去3作 (ZENO、ZENOLOGY、LISTEN TO THE LIGHT) のデジタル・リマスター・バージョンの発表を決定。伝説のデモと称されたファーストアルバムのデモを含むジーノの歴史上の楽曲を「The Making of ZENO」と題して、ボーナス・トラックとする構想を練る。
- 2005年7月：東芝EMIより『Zenology II』発売。
- 2006年9月6日：8年ぶりのスタジオ新作『Runway To The Gods』リリース（東芝EMI）。オリコンのデイリー・ランキングで、初登場19位となる。
- 2018年2月5日、ジーノが61歳で死去。実兄のウリ・ジョン・ロートから亡くなった事が伝えられ、日本向けに日本人妻であるNaoko Roth（ロート直子）未亡人よりメッセージが送られた[2]。

## メンバー
最終メンバー
- ジーノ・ロート　Zeno Roth - ギター/マルチプレイ (1984－2018)

旧メンバー
- ウレ・リトゲン　Ule Ritgen - ベース (1984－1989) → フェア・ウォーニング
- マイケル・フレクシグ　Michael Flexig - ボーカル (1984－1988)
- トミー・ハート　Tommy Heart - ボーカル (1988－1989) → フェア・ウォーニング

サポート
- ロッド・モーゲンスタイン　Rod Morgenstein - ドラムス (1986)
- ラリー・ドヴォースキン　Larry Dvoskin - キーボード (1986)
- C.C. ベーレンス　C.C. Behrens - ドラムス (1988－1989) → フェア・ウォーニング

## ディスコグラフィー
- Zeno (1986)
- Zenology (1995)
- Listen to the Light (1998)
- Zenology II (2005)
- Runway to the Gods (2006)